# 시치미토가라시

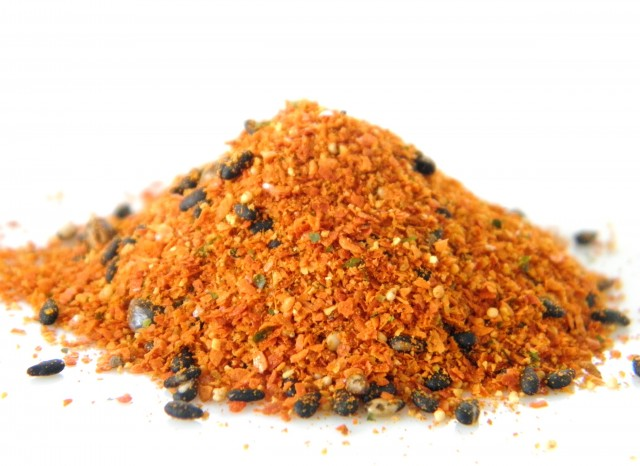
시치미토가라시

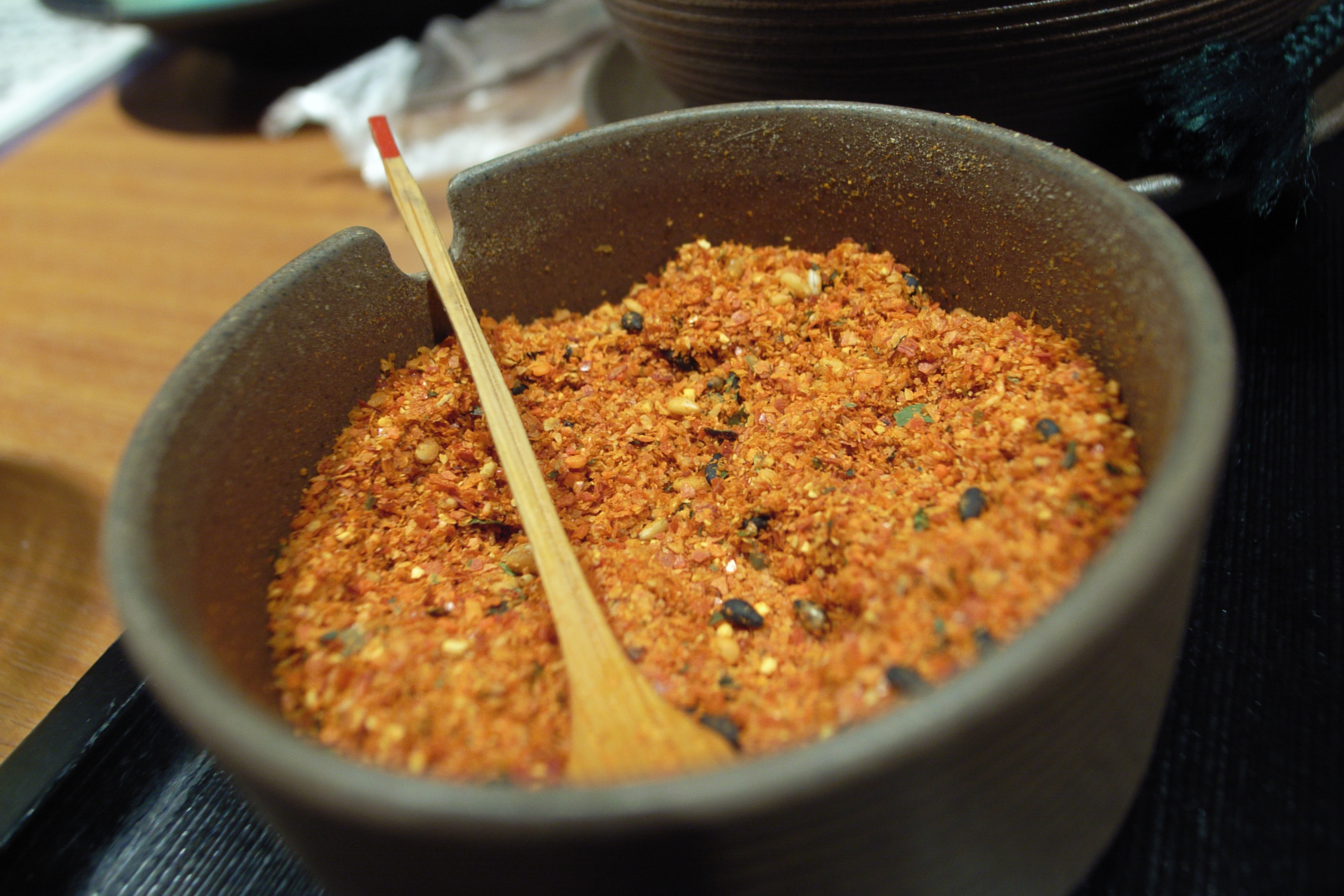
그릇에 담긴 시치미토가라시

시치미토가라시(일본어: 七味唐辛子)는 고추를 주 재료로 한 향신료를 섞은 일본의 조미료다. 시치미(七味)라고 줄여서 부르기도 한다.
이름대로 일곱 종류의 조합이다. 고추를 주재료로 해, 일곱 가지 향신료를 섞어서 만들어진 것에서 그 이름을 따왔다. 반드시 같은 원료 또는 일곱 가지 재료로 만드는 것은 아니고, 생산자에 따라 재료의 종류나 가짓수가 다르다.
노포의 조합에서는 고추 외 초피나무, 삼의 열매, 참깨가 공통으로 양귀비의 열매, 아오노리, 생강 등에 차이가 있다. 한편, 고추만의 조미료는 이치미토가라시(일본어: 一味唐辛子)다.
시치미토가라시라는 것은 카미가타풍의 이름으로 에도・도쿄 주변에서는 일본어: 七色唐辛子, 일본어: 七種唐辛子(나나이로토가라시)다. 근대 이후의 많은 사전에서는 "나나이로토가라시"를 표준 어형으로 한다. 종종 줄여서"나나이로"라고 한다. 고추는 "톤가라시"라고 발음된다.
우동, 미소라멘 등 면류나, 규동 유도후, 미즈타키, 돈지루 등 일본 요리의 양념과 국의 물부리로 사용되는 것이 많다. 도쿄 센소지 문 앞 "야겐보리", "교토 기요미즈데라 문 앞 "시치미야", 나가노 센코지 문 앞 " 야와타야 이소고로"가 전통이다. 야겐보리, 시치미야, 야와타야 이소고로의 삼자는 일본 삼대 시치미토가라시라고 불리고 선물로도 환영 받는다.

## 재료
주재료인 고추에 각종 부재료를 더하는 것으로, 풍미를 더함과 함께 매운맛을 적당히 억제한다. 첨가하는 부재료는 생산자에 따라 다르지만, 다음이 자주 쓰인다.
- 양귀비
- 진피(陳皮) : 귤의 껍질을 말린 것
- 참깨
- 초피
- 삼씨 : 삼의 씨
- 소엽
- 노리 (김)
- 파래
- 생강
- 유채

## 용도
우동, 소바 등 국수 종류나, 규동 등에 양념으로 넣는 경우가 많다.

### 내용주
1. ↑  에도 시대에 긴키 지방을 부른 명칭

### 참조주
1. ↑  (일본어) 『七色唐辛子』  - 고트뱅크
2. ↑  北村一夫 (1978). 《落語風俗事典 上》. 現代教養文庫. 샤카이시소샤. 168쪽. ISBN 4390109790.
3. ↑  大原社会問題研究所; 権田保之助 他 (1930). 《大原社會問題研究所雜誌 第7巻 第1-2号》. 분나쇼보. 77쪽.
権田保之助 (1975). 《権田保之助著作集 第4巻》. 분나쇼보. 229쪽.
権田保之助 (2010). 《権田保之助著作集 第4巻》. 학술출판회. 229쪽.（全巻同内容）
4. ↑  「しちみとうがらし」『日本国語大辞典』第2版、쇼가쿠칸。
5. ↑  小林弘『読む食辞苑 日本料理ことば尽くし』p174、1996年、東京、同文書院、ISBN 4-8103-0027-7